# ГЕС Chánghébà
ГЕС Chánghébà (长河坝水电站) — гідроелектростанція у центральній частині Китаю в провінції Сичуань. Знаходячись між ГЕС Hóuziyán (вище по течії) та ГЕС Huángjīnpíng, входить до складу каскаду на річці Дадухе, правій притоці Міньцзян (великий лівий доплив Янцзи).
У межах проєкту річку перекрили кам'яно-накидною греблею із бетонним облицюванням висотою 240 метрів та довжиною 1697 метрів. Вона утримує витягнуте на 36,4 км водосховище з площею поверхні 12,5 км2 та об'ємом 1015 млн м3 (корисний об'єм 600 млн м3), у якому припустиме коливання рівня в операційному режимі між позначками 1650 та 1690 метрів НРМ. Під час повені рівень водойми може зростати до 1694,6 метра НРМ, а об'єм — до 1075 млн м3.
Пригреблевий машинний зал обладнали чотирма турбінами типу Френсіс потужністю по 650 МВт, котрі використовують напір від 166 до 216 метрів (номінальний напір 200 метрів) та забезпечують виробництво 10,8 млрд кВт·год електроенергії на рік (після завершення верхніх ступенів каскаду — 11 млрд кВт·год).